# Larosterna inca
Gaivina-inca ou trinta-réis-de-bigodes (nome científico: Larosterna inca), em alguns lugares da América do Sul conhecida como zarcillo ou gaviotinha-monja, é uma espécie de ave charadriiforme da família Laridade (antes Sternidae). É uma ave marinha que habita a América do Sul. Se encontra em regiões costeiras do Peru e Chile. É a única espécie de gênero Larosterna.

## Descrição

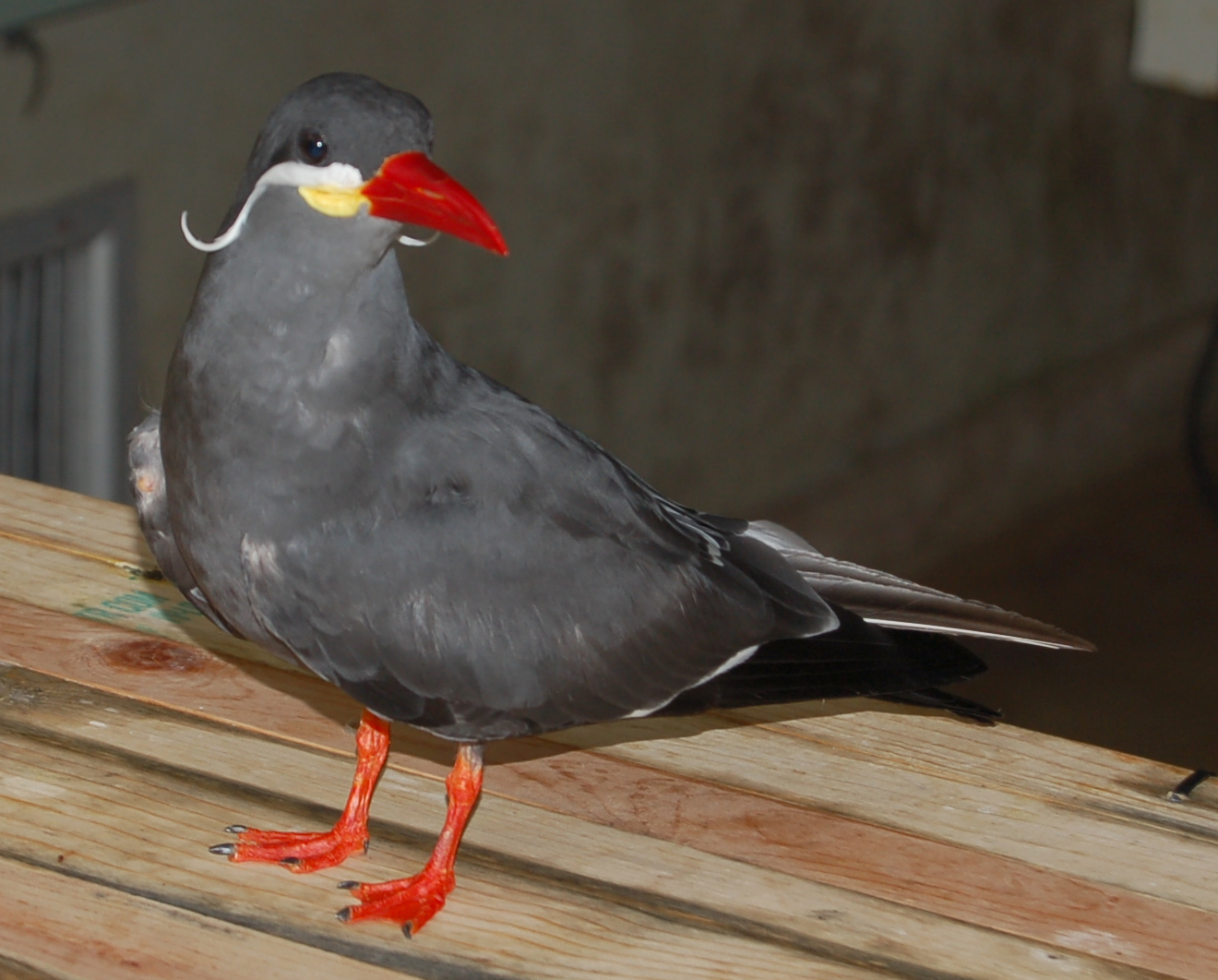
O pássaro de frente

É uma ave de cor cinza escuro, com algumas plumas brancas, é caracterizado pelo seu bigode branco. Mede aproximadamente 40 cm e possui bicos de cores alaranjadas, possui coloração cintilante semelhante a um pombo comum.
Voa com agilidade sobre os mares que cercam as costas, caçando pequenos peixes que ficam na superfície e também se alimentam de crustáceos e restos de alimentos de leões-marinhos e outros animais. Faz ninho em rochas, falésias e montanhas próximas ao mar, não possui predador direto.